# Sam Walton

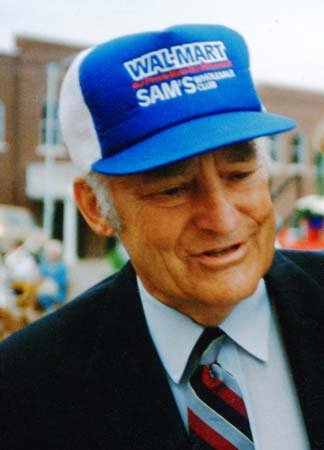
Sam Walton, Mitte der 1980er

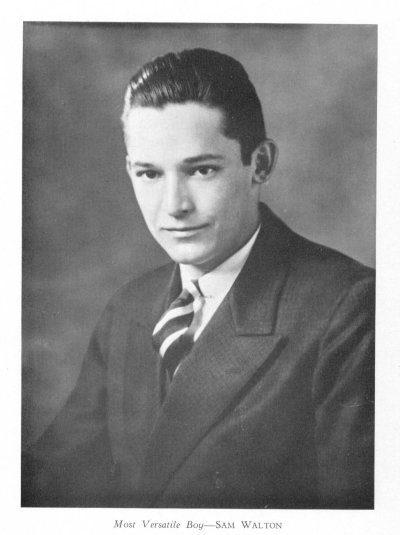
Sam Walton (1936)

Samuel Moore „Sam“ Walton (* 29. März 1918 in Kingfisher, Oklahoma; † 5. April 1992 in Little Rock) war ein US-amerikanischer Unternehmer. Er gründete und leitete die größte weltweit tätige US-amerikanische Supermarktkette Walmart.

## Privates
Sam Walton war nach Schilderungen von Zeitgenossen, die ihn persönlich kennengelernt hatten, ein ausnehmend bodenständiger, geselliger und freundlicher Mensch. Er flog noch als Milliardär mit einer Cessna-Propellermaschine zu seinen Filialen und überraschte Reporter, die den (zeitweise) reichsten Mann der Welt sehen wollten, in seinem alten Pick-up. Obwohl er sich nicht besonders für Politik interessierte, unterstützte er republikanische Politiker finanziell.
Walton war mit Helen Robson Walton verheiratet und hatte vier Kinder: Samuel Robson (Rob) (* 1944), John Thomas (1946–2005), James Carr (Jim) (* 1948) und Alice Louise (* 1949).
Sein Bruder war Bud Walton (1921–1995), der zwei Töchter hatte: Ann Walton Kroenke und Nancy Walton Laurie.
Die Mitglieder der Familie Walton werden von Forbes’ The World’s Billionaires einzeln geführt, die Söhne stehen etwa auf Plätzen 12 und 16 weltweit, doch die Familie insgesamt wird im Jahr 2022 als „die reichste Familie der Welt“ bezeichnet. Das Vermögen liegt bei 224,5 Milliarden Dollar. Damit ist der Abstand zur zweitreichsten Familie Mars sehr deutlich.

## Werk: Made in America
1992 veröffentlichte Sam Walton seine Autobiographie Sam Walton: Made in America. In diesem Buch schildert er seine persönliche Erfolgsgeschichte. Einzelne Thesen von ihm können wie folgt zusammengefasst werden:
1. Sei kundenorientiert und hartnäckig
2. Sei sparsam und baue das gesamte Unternehmen auf Sparsamkeit auf
3. Denke in kleinen Dingen („Retail is Detail“, also „Einzelhandel ist Detail“)
4. Ein Schritt nach dem anderen („Think one Store at a time“, was eigentlich „Denke einen Laden nach dem anderen“ heißt, jedoch verallgemeinernd wie angegeben übersetzt werden kann)
5. Kommuniziere, kommuniziere, kommuniziere
6. Halte Dein Ohr am Boden
7. Verlagere Verantwortung und Autorität in der Führungspyramide nach unten
8. Sorge dafür, dass gute Ideen an die Oberfläche kommen
9. Halte die Organisation schlank und bekämpfe Bürokratie